# Władimir Tołubko
 Władimir Fiodorowicz Tołubko (ros. Владимир Фёдорович Толубко, ur. 30 października?/12 listopada 1914 w Konstantynohradzie w obwodzie charkowskim, zm. 17 czerwca 1989 w Moskwie) – radziecki dowódca wojskowy, główny marszałek artylerii, dowódca armii w Grupie Wojsk Radzieckich w Niemczech, głównodowodzący Wojskami Rakietowymi Przeznaczenia Strategicznego ZSRR, członek Komitetu Centralnego KPZR, deputowany do Rady Najwyższej ZSRR 8., 9. i 10. kadencji, Bohater Pracy Socjalistycznej (1976).

## Życiorys
Urodził się w Konstantynohradzie (obecnie Krasnohrad w obwodzie charkowskim) w rodzinie robotniczej. Po ukończeniu szkoły średniej pracował jako instruktor komitetu rejonowego Komsomołu  w Krasnohradzie.
Służbę w Armii Czerwonej rozpoczął w 1932. Służył na stanowiskach młodszego dowódcy oraz pracownika politycznego. W 1937 ukończył Uljanowską Szkołę Oficerską Wojsk Pancernych. Został skierowany do Kijowskiego Okręgu Wojskowego, gdzie pełnił służbę na stanowisku dowódcy plutonu czołgów oraz plutonu rozpoznania. W 1941 ukończył studia w Wojskowej Akademii Motoryzacji i Mechanizacji Armii Czerwonej.
W czasie II wojny światowej brał udział w walkach na Froncie Leningradzkim oraz Kalinińskim – kolejno na stanowiskach: pomocnik szefa wydziału operacyjnego (od lipca 1941), szef wydziału operacyjnego (od sierpnia 1941), szef sztabu 21 Dywizji Pancernej (od października 1941), szef sztabu 104 Brygady Pancernej (od lutego 1942), dowódca 104 Brygady Pancernej (od lipca 1942). W końcu 1942 został ciężko ranny. Po wyleczeniu od marca 1943 był wykładowcą w Wojskowej Akademii Motoryzacji i Mechanizacji Armii Czerwonej. W lutym 1944 ponownie został skierowany na front – został szefem oddziału operacyjnego sztabu 4 gwardyjskiego Korpusu Zmechanizowanego w składzie 3 Frontu Ukraińskiego. Pełniąc tę funkcję brał udział w przeprowadzeniu operacji jassko-kiszyniowskiej, belgradzkiej oraz budapeszteńskiej.
Po zakończeniu wojny został wyznaczony na stanowisko dowódcy brygady zmechanizowanej, po jej rozformowaniu – do 1948 był dowódcą pułku zmechanizowanego. W 1950 ukończył studia w Wojskowej Akademii Sztabu Generalnego. Od 1950 był szefem oddziału operacyjnego i zastępcą szefa sztabu korpusu oraz szefem sztabu dywizji zmechanizowanej. Od 1951 dowodził dywizją zmechanizowaną. Od maja 1953 był szefem sztabu i I zastępcą dowódcy armii. Od 1956 był szefem oddziału wyszkolenia bojowego – pomocnikiem Głównodowodzącego Grupy Wojsk Radzieckich w Niemczech. Od 1957 dowodził 1 gwardyjską Armią Pancerną w Dreźnie, a od 1958 – 8 Armią Ogólnowojskową w m. Nohra koło Weimaru.
Po utworzeniu nowego rodzaju wojsk – Strategicznych Wojsk Rakietowych ZSRR w marcu 1960 został wyznaczony na stanowisko I zastępcy Głównodowodzącego Strategicznymi Wojskami Rakietowymi. Odegrał dużą rolę w organizacji od podstaw nowego rodzaju wojsk. W 1968 ukończył wyższy kurs akademicki w Wojskowej Akademii Sztabu Generalnego. W kwietniu 1968 został ponownie skierowany do Wojsk Lądowych na stanowisko dowódcy Syberyjskiego Okręgu Wojskowego. Od maja 1969 był dowódcą Dalekowschodniego Okręgu Wojskowego. W czasie pełnienia służby na tym stanowisku w 1970 został awansowany na stopień generała armii.
W 1972 wrócił do służby w Strategicznych Wojskach Rakietowych, gdzie 12 kwietnia 1972 zostaje Głównodowodzącym tego rodzaju wojsk. W 1983 został mianowany  głównym marszałkiem artylerii. Okres jego służby na stanowisku Głównodowodzącego został przez przełożonych oceniony pozytywnie.
12 lipca 1985 na własną prośbę w związku z pogarszającym się stanem zdrowia został zwolniony z zajmowanego stanowiska głównodowodzącego i skierowany do pracy w Grupie Głównych Inspektorów Ministerstwa Obrony ZSRR na stanowisko generalnego inspektora.
Był członkiem WKP(b) od 1939. Od 1971 był zastępcą członka Komitetu Centralnego KPZR, a od 1976 – członkiem Komitetu Centralnego KPZR. Był deputowanym do Rady Najwyższej ZSRR od 8. do 10. kadencji.
Był autorem dwóch tomów wspomnień z okresu swojej służby wojskowej, opisujących przeprowadzenie operacji belgradzkiej w końcowym okresie II wojny światowej: „Od Widina do Belgradu” oraz „Na południowej flance. Szlak bojowy 4 gwardyjskiego Korpusu Zmechanizowanego (1942-1945)”. Ponadto napisał biografię pierwszego głównodowodzącego Strategicznymi Wojskami Rakietowymi – Mitrofana Niedielina.
Mieszkał w Moskwie, gdzie zmarł 17 czerwca 1989. Został pochowany na Cmentarzu Nowodziewiczym.

## Awanse
- generał major wojsk pancernych – 3 sierpnia 1953
- generał porucznik wojsk pancernych – 18 lutego 1958
- generał pułkownik – 7 maja 1960
- generał armii – 29 kwietnia 1970
- główny marszałek artylerii – 25 marca 1983

## Ordery i odznaczenia
- Złoty Medal „Sierp i Młot” Bohatera Pracy Socjalistycznej – 12 sierpnia 1976
- Order Lenina – pięciokrotnie
- Order Czerwonego Sztandaru – czterokrotnie
- Order Bohdana Chmielnickiego II stopnia
- Order Wojny Ojczyźnianej I stopnia
- Order Czerwonej Gwiazdy – dwukrotnie
- Order Za Służbę Ojczyźnie w Siłach Zbrojnych ZSRR III stopnia
- Order Czerwonego Sztandaru (Mongolia)
- Order Partyzanckiej Gwiazdy I klasy (Jugosławia)
- Krzyż Srebrny Orderu Virtuti Militari (Polska)
- Krzyż Komandorski Orderu Odrodzenia Polski